# Ильенко, Капитолина Ивановна
Капитоли́на Ива́новна Илье́нко (в девичестве Лебедева; 1904—1992) — советская и российская актриса.

## Биография
Родилась 2 ноября 1904 в Ярославле в дворянской семье, отец Иван Михайлович Лебедев был военным врачом. Вскоре семья переехала под Кострому (сёла Ивановское, затем Петрилово), где отец служил земским врачом. Училась в дворянском пансионе в Костроме. После 1917 года семья переехала под Муром в разъезд Навашино, отец устроился в больнице на судостроительной верфи, а Капитолина там же работала санитаркой.
Занималась в частной театральной студии Е. И. Кировой. Играла в Ярославском театре имени Волкова. Окончила Московский государственный театральный техникум им. А. Луначарского (1927), поступив сразу на второй курс. Во время учёбы подрабатывала уборщицей, а затем стенографисткой.
После окончания устроилась в театр при Управлении зрелищными московскими предприятиями (УМЗП) (1927—1929), затем в IV студию МХАТ, которую вскоре преобразовали в Реалистический театр (1929—1937). Затем были Театр Транспорта и Театр Революции (1937—1939), театры Читы, Алдана, Якутска, Инты, Рыбинска и, наконец, «Современник» (1961—1977, 1990—1992). Играла в основном эпизодические роли. Среди спектаклей с её участием следует отметить «Крутой маршрут».
В пожилом возрасте снималась в фильмах в ролях старушек.
Вышла замуж в конце 1920-х за актёра Петра Петровича Мартынова-Ильенко, он был старше её на 24 года. Родился сын Борис — будущий актёр. В 1941 году родилась дочь Любовь от пропавшего без вести на фронте актёра Георгия Барышникова — также будущая актриса.
Умерла 21 ноября 1992 года в Москве.

## Фильмография
| Год  |     | Название                              | Роль                           |
| ---- | --- | ------------------------------------- | ------------------------------ |
| 1955 | ф   | Княжна Мери                           | дама                           |
| 1975 | ф   | Афоня                                 | участница собрания в ЖЭКе      |
| 1976 | ф   | Несовершеннолетние                    | Имя персонажа не указано       |
| 1976 | ф   | 12 стульев                            | соседка Изнуренкова            |
| 1978 | ф   | Баламут                               | баба Настя                     |
| 1980 | ф   | У матросов нет вопросов               | Имя персонажа не указано       |
| 1982 | ф   | Колыбельная для брата                 | Зоя Алексеевна                 |
| 1983 | ф   | Гонки по вертикали                    | Елизавета фон Дитц             |
| 1983 | ф   | Опасные пустяки                       | старушка-прохожая              |
| 1983 | ф   | Набат                                 | старушка возле иллюминатора    |
| 1984 | ф   | И жизнь, и слёзы, и любовь            | Птицина                        |
| 1984 | ф   | Неизвестный солдат                    | Софья Павловна Смирнова        |
| 1985 | ф   | Внимание! Всем постам…                | нарушительница правил перехода |
| 1986 | ф   | Русь изначальная                      | Арсинья                        |
| 1986 | ф   | На златом крыльце сидели              | Имя персонажа не указано       |
| 1986 | тсп | Дядя Ваня. Сцены из деревенской жизни | Имя персонажа не указано       |
| 1986 | ф   | Где ваш сын?                          | Имя персонажа не указано       |
| 1986 | ф   | Повод                                 | свидетельница на суде          |
| 1987 | ф   | Раз на раз не приходится              | старушка на кладбище           |
| 1987 | ф   | Забытая мелодия для флейты            | соседка Капитолина Ивановна    |
| 1987 | ф   | Апелляция                             | Имя персонажа не указано       |
| 1988 | ф   | Приморский бульвар                    | портниха                       |
| 1988 | ф   | Вам что, наша власть не нравится?!    | Урожайкина                     |
| 1989 | ф   | Лестница                              | Имя персонажа не указано       |
| 1989 | ф   | Вход в лабиринт                       | соседка Лыжина                 |
| 1990 | ф   | Последняя осень                       | Имя персонажа не указано       |
| 1990 | ф   | Чёрная магия, или Свидание с дьяволом | Кассандра                      |
| 1991 | ф   | Люми                                  | Эстер                          |
| 1991 | ф   | Плащаница Александра Невского         | старушка, сдающая дачу         |
| 1991 | кор | Знаменитости на Тюдор-стрит           | Патриция Бодлей                |
| 1991 | ф   | Семнадцать левых сапог                | Имя персонажа не указано       |
| 1992 | ф   | Официант с золотым подносом           | Имя персонажа не указано       |